# فوقس أتيبي
فوقس أتيبي (الاسم العلمي:Silvetia siliquosa) هو نوع من الطلائعيات يتبع جنس الفوقس سلفيتي من فصيلة الفوقسية.